# Микожинские камни
Микожинские камни — два камня с изображением человека, коня и руническими надписями, обнаруженные в 1855—1856 годах в великопольском Микожине. Признаны подделкой.
В письме от 10 июня 1856 года Петр Дрошевский, брат владельца Микожина и предполагаемый автор подделки, сообщил в местную газету об обнаружении славянского надгробного камня. Камень якобы был случайно выкопан осенью 1855 года в саду поместья. Дрошевский также писал, что под камнем находилась урна, которая рассыпалась сразу же после извлечения на поверхность, и что местные жители и прежде находили другие артефакты; ходили слухи, что несколько десятилетий назад были вырыты похожие камни и потом вмурованы в фундамент корчмы в Микожине. В августе 1856 появилась информация, что под растущим в березовом лесу дубом вырыли еще один камень.
На одном камне в чашевидном углублении изображена человеческая фигура и 13 рун, в поднятой руке человек держит треугольный предмет. Второй камень — плоский, с рисунком коня, окруженного надписью из 21 руны.
Весть об «открытиях» в Микожине быстро стала сенсацией, она стала предметом горячих споров, научных и идейных, обсуждалась датировка, а также смысл рисунков. Предполагалось, что фигура изображает славянского языческого бога Прове. На основе сходства рун со скандинавскими было предложено несколько вариантов прочтения надписей, в частности: smir prowe kmet и smir bogodan woin z lutvoi, или sair erdwd tzdt и sair dogothlu woiu s lutwoi. Рунические надписи на камнях использовали как доказательство существования славянской дохристианской письменности. В подлинности находок были убеждены археолог и историк Иосиф Лепковский, историк Александр Пршездецкий и лингвист Войцех Цибульский.
Подлинность микожинских камней была поставлена под сомнение уже в 1870-х годах, критически о них высказывались, в частности, историки Кароль Эстрейхер (старший), Антоний Малецкий и Зигмунт Глогер. Историк Иоахим Лелевель называл их шуткой. Сомнения вызвал тот факт, что в единственном описании Прове, данного Гельмольдом, упоминается, что у этого божества не было идолов. Эстрейхер указал, что изображение «Прове» практически идентично аналогичной фигуре из Прилвицких идолов и оно скорее всего было перерисовано из одной работы Лелевеля (взятой из библиотеки местного жителя), конь выглядит как конь с открытого незадолго до появления камней Збручского идола. Как оказалось, это каменные жернова с нанесенными на них поддельными изображениями. Тогда появлялось множество псевдославянских фальсификаций с рунами.